# Église de Pantin (métro de Paris)
Pour les articles homonymes, voir Église de Pantin.
Église de Pantin est une station de la ligne 5 du métro de Paris, située sur la commune de Pantin.

## Situation
La station est située à Pantin sous l'avenue Jean-Lolive, au niveau de l'église et de l'intersection avec la rue Charles-Auray.

## Histoire

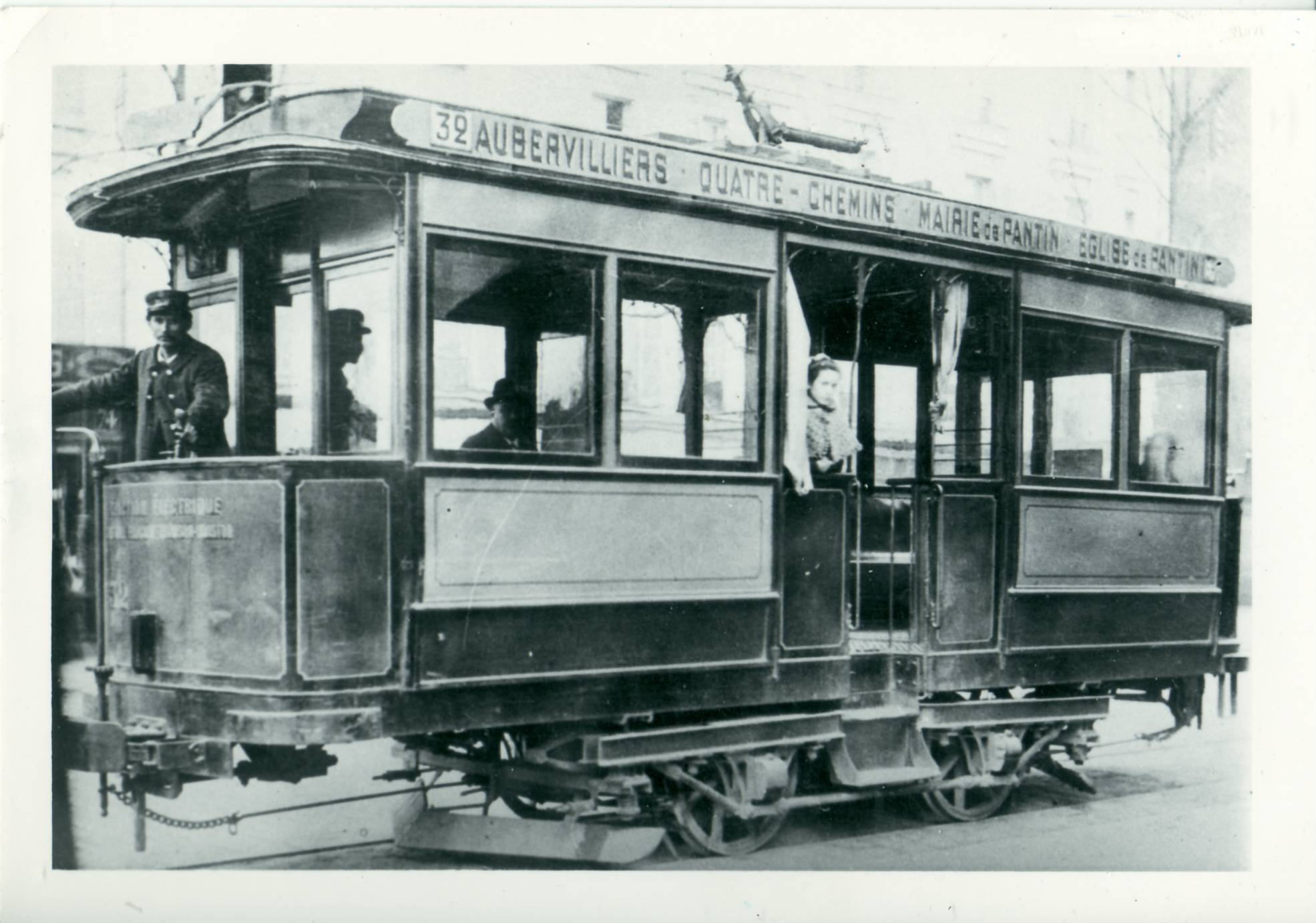
L'Église de Pantin fut le terminus de lignes de tramway, telle celle-ci pour la Mairie d'Aubervilliers.

La station est ouverte en 1942. Elle sert de terminus de la ligne 5 jusqu'au 25 avril 1985, date à laquelle le prolongement jusqu'à la station Bobigny - Pablo Picasso est mis en service.
Son nom provient de sa proximité avec l'église de Pantin.
La station fut un important lieu de correspondance avec les lignes de bus circulant sur la RN3 vers la banlieue est. Ce rôle a décru avec le prolongement de la ligne vers Bobigny.
Au matin du 7 juin 1982, après un violent orage survenu la veille, les eaux de pluie se sont engouffrées par les chantiers du prolongement vers Bobigny et ont envahi le terminus d'Église de Pantin. Dix-huit trains en furent rendus parfaitement inutilisables et l'exploitation de la ligne 5 ne put être opérée que de manière précaire durant quelques jours. Du matériel de secours dut être transféré depuis les autres lignes et les matériels Sprague-Thomson de la ligne 9 seront précipitamment remis en service pour pallier les conséquences de cet accident.
En 2019, 3 843 796 voyageurs sont entrés à cette station ce qui la place à la 127e position des stations de métro pour sa fréquentation.
En 2020, avec la crise du Covid-19, 2 139 986 voyageurs sont entrés dans cette station ce qui la place à la 112e position des stations de métro pour sa fréquentation.
En 2021, la fréquentation remonte progressivement, avec 2 832 467 voyageurs qui sont entrés dans cette station ce qui la place à la 119e position des stations de métro pour sa fréquentation.

## Services aux voyageurs

### Accès
La station comporte cinq accès dont quatre sont situés le long de l'avenue Jean-Lolive (1, 3, 4 et 5).
- L'accès no 1 « Avenue Jean Lolive ».
- L'accès no 2 « Gare routière » débouche sur une gare routière desservie par quatre lignes de bus.
- L'accès no 3 « Rue Charles Auray » est situé à proximité de l'église et fait face à l'accès no 1 de l'autre côté de l'avenue.
- L'accès no 4 « Rue Jules Auffret » est atypique. En effet, cet accès est inséré dans un immeuble au no 122 de l'avenue Jean-Lolive.
- L'accès no 5 « Rue Delizy ».

Accès à la station
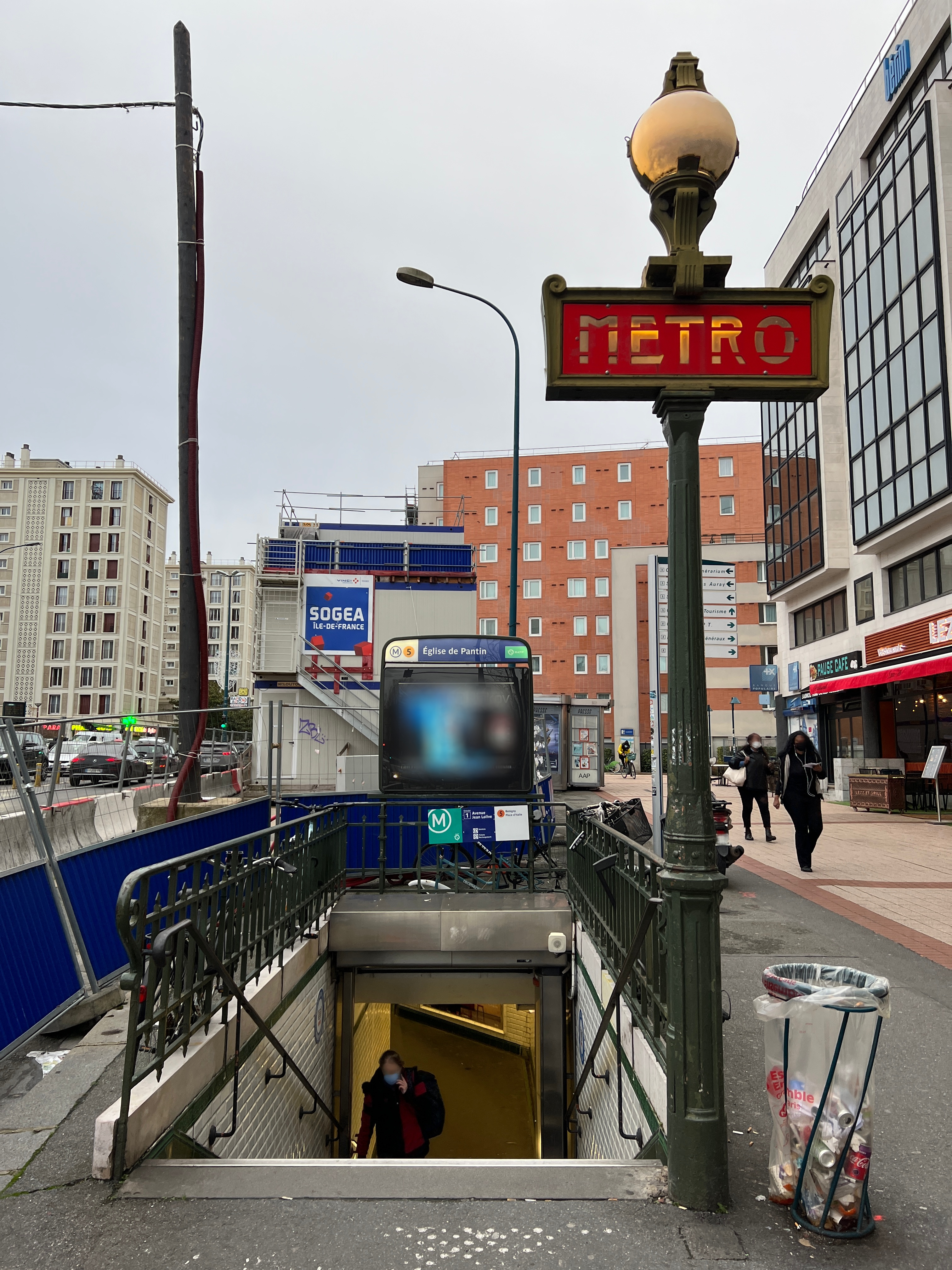
L'accès no 1 « Avenue Jean-Lolive».
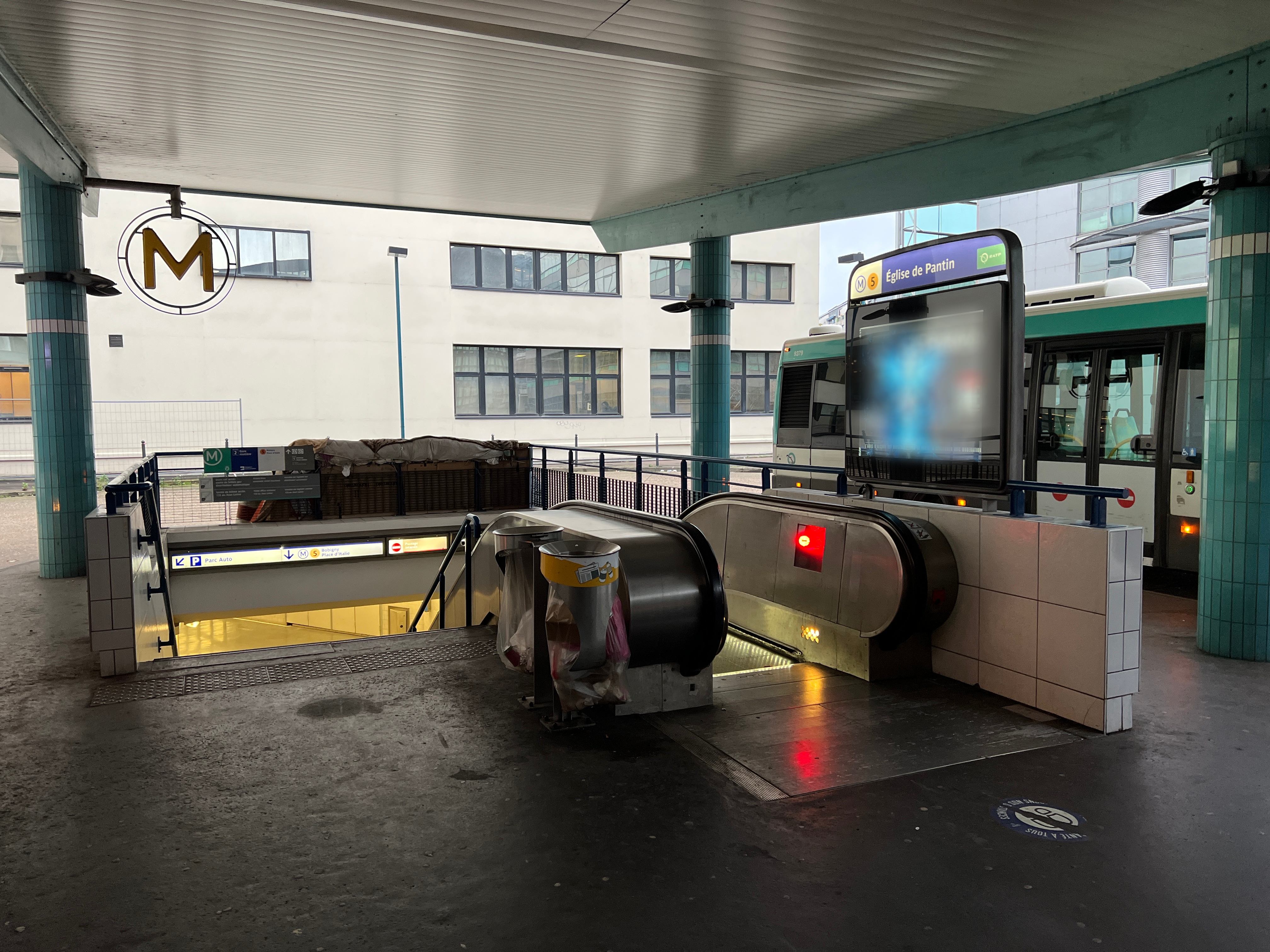
L'accès no 2 « Gare routière».
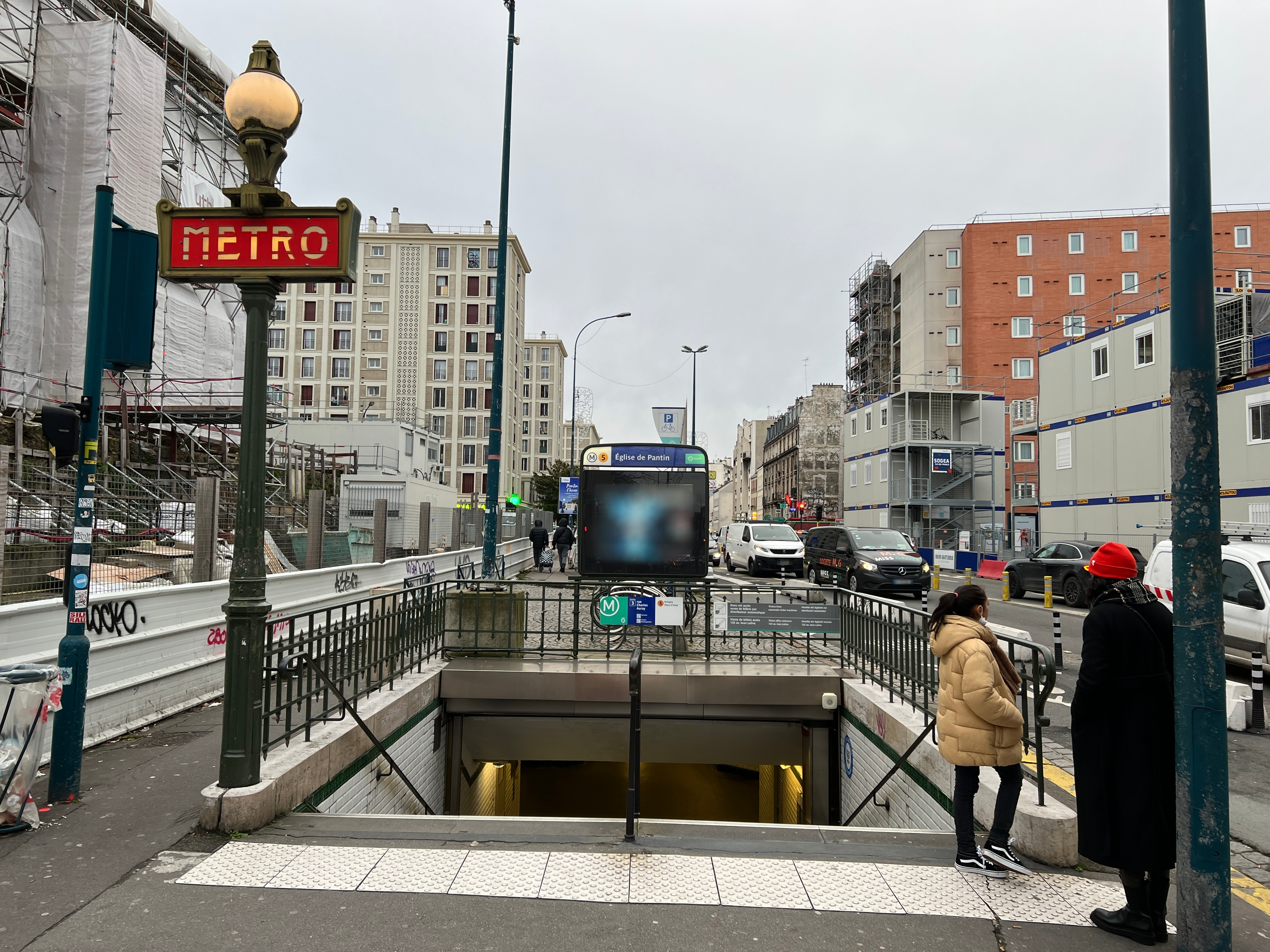
L'accès no 3 « Rue Charles Auray».
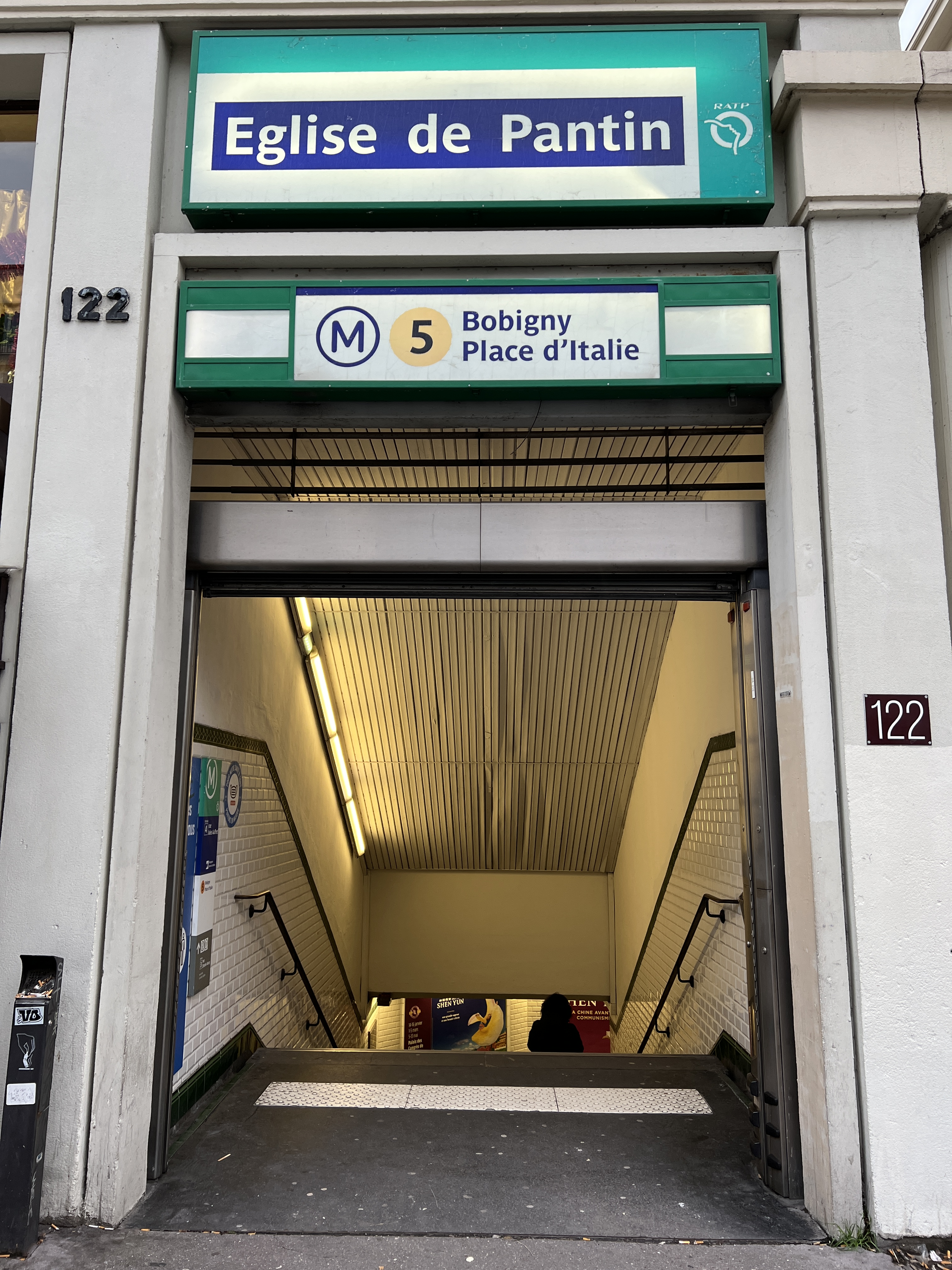
L'accès no 4 « Rue Jules Auffret».
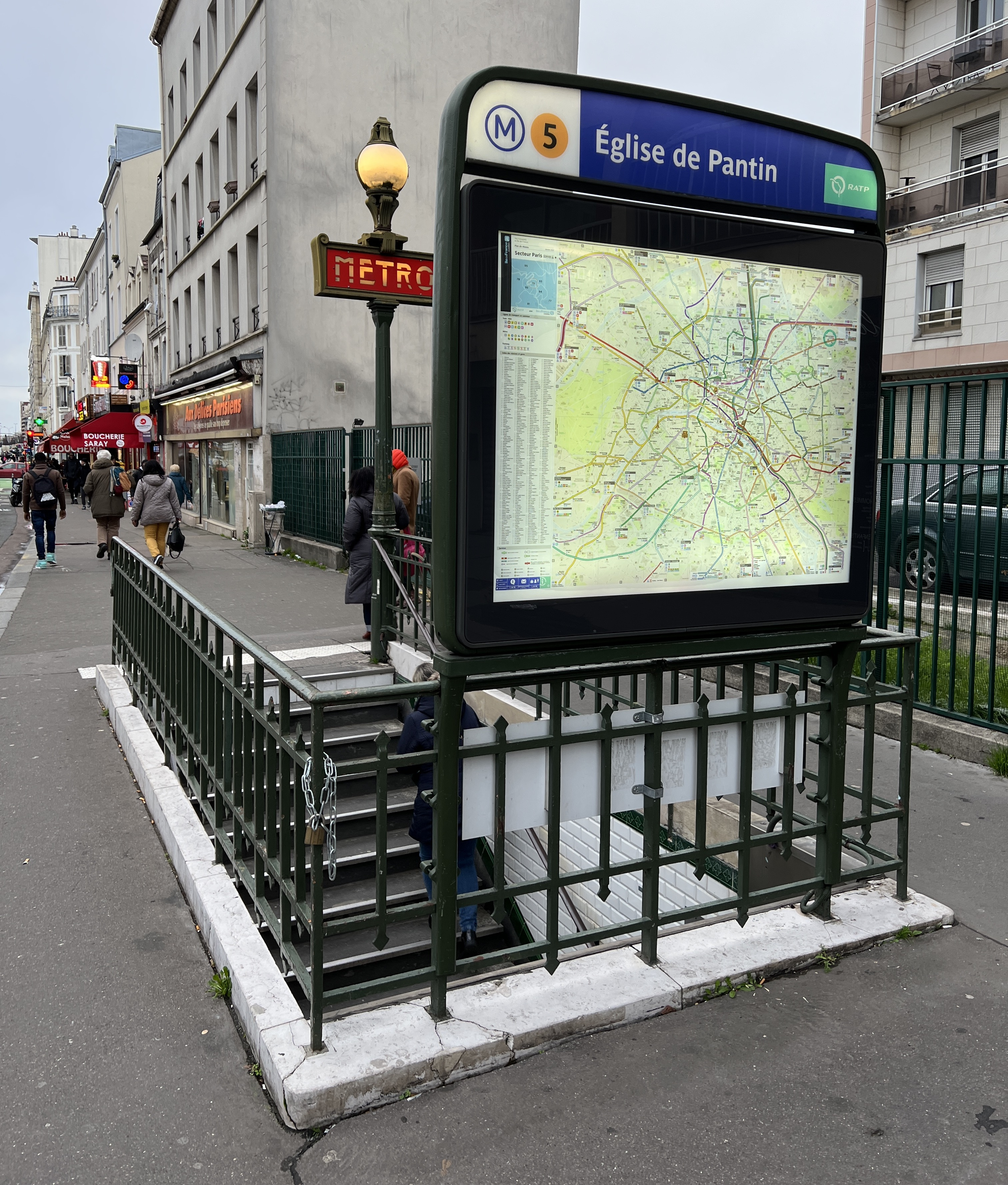
L'accès no 5 « Rue Delizy».

.

### Quais

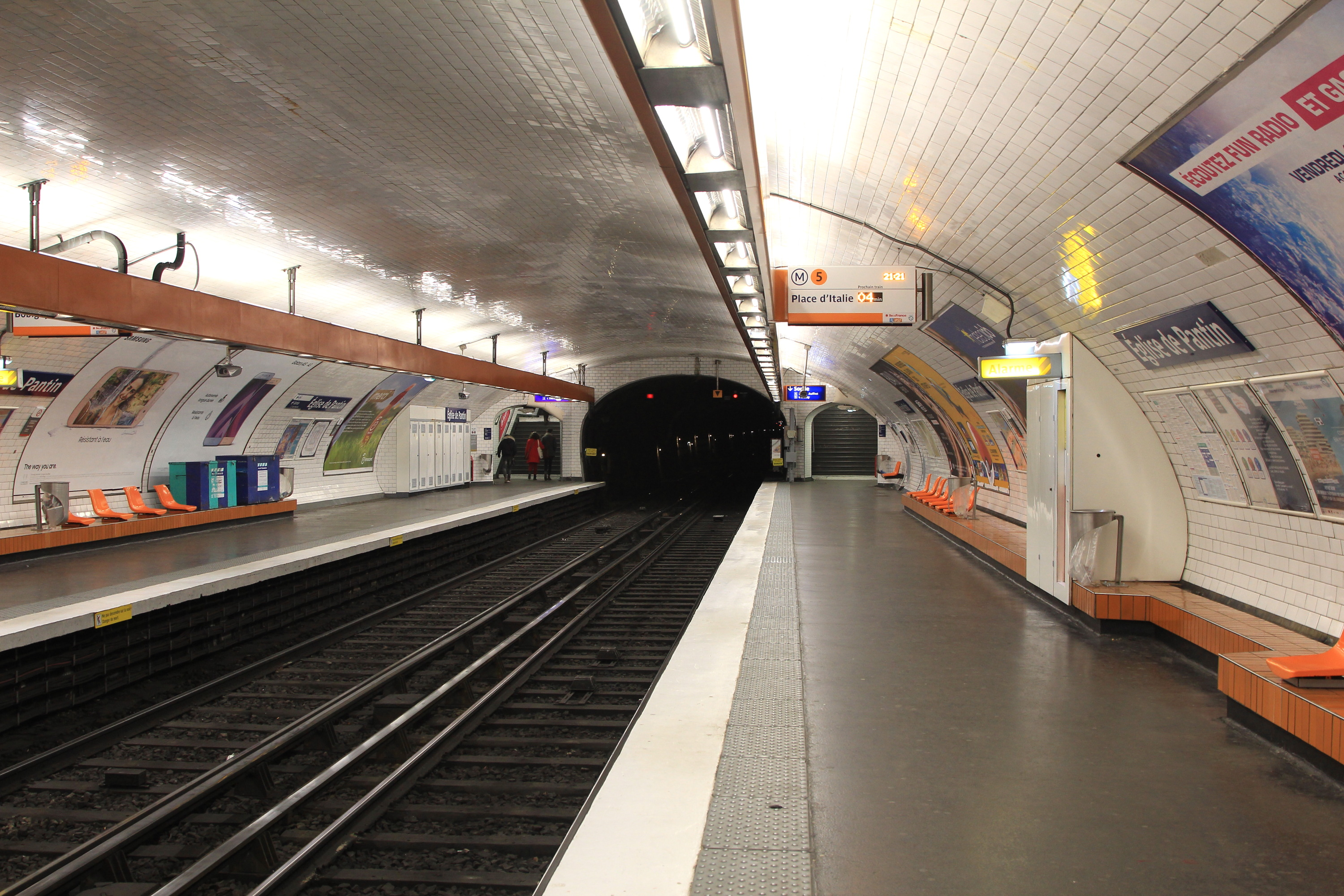
Quais vus vers Place d'Italie.

La station est de configuration standard : les quais sont séparés par les voies du métro situées au centre et la voûte est elliptique. Ils sont aménagés dans le style « Andreu-Motte » : ils possèdent une rampe lumineuse, des banquettes en carrelage plat et des sièges « Motte » orange. Des carreaux en céramique blancs et plats recouvrent les piédroits, la voûte et le tympan. Les cadres publicitaires sont métalliques et le nom de la station est écrit avec la police de caractères Parisine sur plaque émaillée. 

### Intermodalité
La station est desservie par les lignes 61, 145, 147, 245 et 249 du réseau de bus RATP et, la nuit, par la ligne N45 du réseau Noctilien.

## Projet
En 2022, elle aurait dû être desservie par de la ligne 3 du T Zen,.

## À proximité
- Église Saint-Germain de Pantin
- Canal de l'Ourcq
- Centre national de la fonction publique territoriale (CNFPT), délégation pour la première couronne d'Île-de-France
- Ciné 104
- Lycée professionnel Simone-Weil